# Nina Seničar
Nina Seničar (in cirillico Нина Сеничар; Novi Sad, 11 novembre 1985) è una modella, attrice e showgirl serba.

## Biografia
Nel 2009 si è laureata in Management della Cultura, Arte e Spettacolo con 108/110 all'Università Bocconi di Milano, mentre in gioventù si è dedicata all'attività sportiva, ottenendo buoni risultati nella specialità del salto ostacoli nell'equitazione. Diverse fonti, tra cui il sito web Fashionmodeldirectory.com, riferiscono che nel 2001 avrebbe vinto il concorso di Miss Jugoslavia, notizia poi riportata dai media dopo il suo arrivo in Italia: dal sito Beauties of Miss Yugoslavia si evince che in realtà alla Seničar è stato assegnato il titolo di "Miss March 2002", interno al concorso citato.
Nel corso degli anni è stata modella e testimonial per Tiscali, Miss Sixty e Intimo Roberta, Beachwear (una marca di abbigliamento mare creata da lei), NGM e Paul Mitchell Italia. Nel 2006 è una delle protagoniste del calendario 2007 dell'edizione francese della rivista Max e partecipa, nel suo primo ruolo di valletta, al programma di Rai 2 Stile Libero Max. Nell'autunno 2007 passa a Italia 1, diventando la valletta di Teo Mammucari nell'ultima edizione di Distraction. Nell'estate 2008 affianca, sempre come valletta, Ezio Greggio nella terza edizione di Veline su Canale 5.
Nel 2009 posa per l'edizione 2010 del calendario glamour di De Nardi, fotografata da Enrico Ricciardi. Nell'inverno del 2010 torna a Rai 2 partecipando come concorrente della settima edizione del reality show L'isola dei famosi, dove viene eliminata nel corso della nona puntata. Nell'estate dello stesso anno affianca Enzo Iacchetti nella conduzione della seconda edizione di Velone, in onda su Canale 5, e in agosto è stata scelta dall'Udinese Calcio per fare da madrina alla presentazione ufficiale della squadra friulana e ha inoltre posato per due calendari per l'anno 2011, precisamente uno firmato da For Men Magazine e uno firmato da Riello.
Nel 2011 è nel cast di due produzioni cinematografiche, Napoletans e Dark Resurrection - Volume 0, e prende parte ad una puntata della sitcom di Italia 1 Camera Café. Nello stesso anno viene citata da Marracash nella canzone S.E.N.I.C.A.R. del suo album King del rap. Tra il 2011 e il 2012 presenta assieme a Pupo la quarta edizione di Mettiamoci all'opera, talent show sulla musica lirica in onda su Rai 1. Dal 2012 risiede a Los Angeles, dove studia recitazione e ha avviato la sua carriera di attrice. Negli anni successivi prende parte ad alcune produzioni statunitensi, sia per il cinema che per la televisione, come la serie televisiva The Librarians. Nel 2016 debutta a teatro in Italia, recitando come protagonista nello spettacolo Questo non è paese, scritto e diretto da Francesco Apolloni.

## Vita privata
Ha sposato l’attore statunitense Jay Ellis nel 2022. La coppia ha una figlia, Nora Grace, nata l'8 novembre del 2019 ed un figlio, Noa Gray, nato l'11 luglio 2024.

## Filmografia

### Cinema
- Napoletans, regia di Luigi Russo (2011)
- Dark Resurrection - Volume 0, regia di Angelo Licata (2011)
- Tutto molto bello, regia di Paolo Ruffini (2014)
- Una nobile causa, regia di Emilio Briguglio (2016)
- Shortwave, regia di Ryan Gregory Phillips (2016)
- Sadie, regia di Craig Goodwill (2016)
- Mayhem, regia di Joe Lynch (2017)
- Papillon, regia di Michael Noer (2017)
- Arctic - Un'avventura glaciale (Arctic Dogs), regia di Aaron Woodley (2019)

### Televisione
- Camera Café – sitcom, episodio 5x28 (2011)
- The Librarians – serie TV, episodio 2x01 (2015)
- Strike Back - serie TV, episodio 7x02 (2020)
- Deadline - serie TV, 3 episodi (2022)
- Patterns - serie TV, 2 episodi (2023)

### Cortometraggi
- Otto e mezza, regia di Riccardo Giudici (2013) - Anche produttrice esecutiva
- La gamba, regia di Salvatore Allocca (2017)

### Webserie
- Match, episodio 1x04 (2014)

### Videoclip
- Smile di Ben DJ (2010)

## Teatro
- Questo non è paese, testo e regia di Francesco Apolloni (2016)

## Televisione
- Stile libero Max (Rai 2, 2006) Valletta
- Distraction (Italia 1, 2007) Valletta
- Veline (Canale 5, 2008) Co-conduttrice
- Monte-Carlo Film festival de la comédie (Rete 4, 2008)
- L'isola dei famosi (Rai 2, 2010) Concorrente
- Velone (Canale 5, 2010) Co-conduttrice
- Mettiamoci all'opera (Rai 1, 2011-2012) Conduttrice
- Ja volim Srbiju (RTS1, 2016-2017; Prva, dal 2018)

## Altre attività
Testimonial
- Tiscali
- Beachwear (marca di abbigliamento mare da lei creata)
- Miss Sixty
- Intimo Roberta
- NGM
- Paul Mitchell Italia

Madrina
- Udinese Calcio (2010)
- Motor Show (2011)
- Internazionale Milano (2013)

Calendari
- Calendario per Vuemme (2007)
- Calendario per Max (versione francese) (2007)
- Calendario per De Nardi (2010)
- Calendario per Riello (2011)
- Calendario per For Men (2011)